# Une rue de Marly-le-Roi
Ne doit pas être confondu avec Une rue à Marly.
Une rue de Marly-le-Roi est un tableau réalisé par le peintre français Maurice de Vlaminck en 1905-1906. Cette huile sur toile fauve représente une rue à Marly-le-Roi, aujourd'hui dans les Yvelines. Elle est conservée au musée national d'Art moderne, à Paris.

## Provenance
- Vente Jean Le Guillou, 15 décembre 1946, à Nantes, achat en 1947.